# Lepidiota maculata
Lepidiota maculata är en skalbaggsart som beskrevs av Brenske 1900. Lepidiota maculata ingår i släktet Lepidiota och familjen Melolonthidae. Inga underarter finns listade i Catalogue of Life.